# Flora van Madagaskar
De flora van Madagaskar is in veel opzichten uniek. Dankzij de geïsoleerde ligging is een groot aantal van de Malagassische plantensoorten endemisch: ruim 80% van de circa vijftienduizend plantensoorten op het eiland zijn nergens anders ter wereld te vinden. Ten oosten van het eiland strekt zich een bergketen over de gehele lengte van het eiland uit die zorgt voor grote klimaatverschillen aan weerszijden. In totaal kent het eiland zeven verschillende ecoregio's.

## Geschiedenis

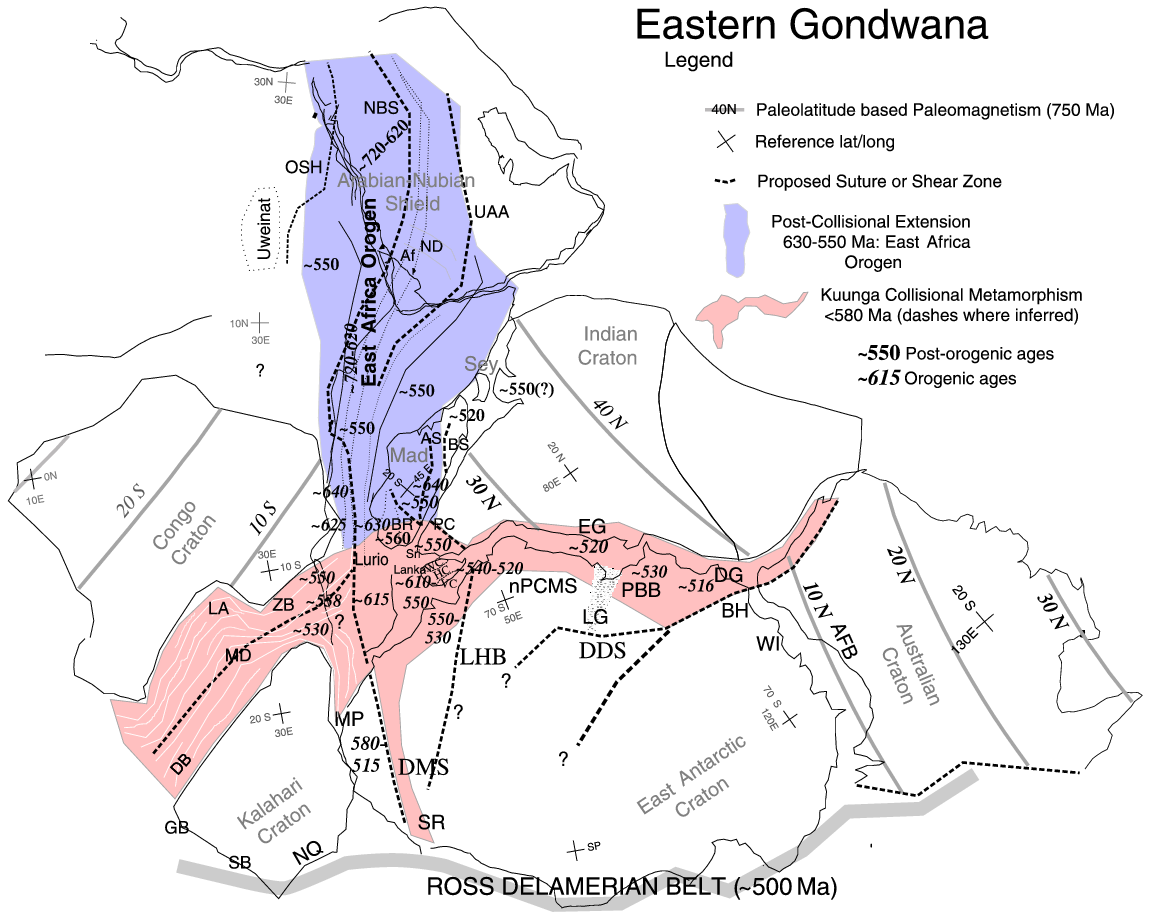
Oostelijk Gondwana, met Madagaskar links van het midden

135 miljoen jaar geleden brak de landmassa van het huidige Madagaskar, de Seychellen, Antarctica en India af van het supercontinent Gondwana. Vervolgens brak ongeveer 88 miljoen jaar geleden Madagaskar af van India. Sinds die tijd is Madagaskar dicht bij de kust van Afrika gekomen, maar bleef altijd geïsoleerd. De plantenwereld heeft zich daardoor ontwikkeld in een groot aantal endemische soorten die compleet verschilt van de flora van het vasteland van Afrika.
Voor de komst van de eerste immigranten tussen de 1e en de 3e eeuw was vrijwel het gehele eiland bedekt met regenwouden, met onder andere palmen, varens en bamboesoorten. De eerste Malagassiërs cultiveerden de hooglanden en legden er grasvelden voor hun vee en rijstvelden aan. Rijst kwam in eerste instantie op Madagaskar niet voor, deze werd door de eerste immigranten van Madagaskar, de Zuidoost-Aziaten vanuit Borneo meegenomen.

## Biodiversiteit
Door de oostelijke bergketen van Madagaskar ligt het grootste deel van het eiland in de regenschaduw, hier valt beduidend minder regen dan aan het smalle gedeelte ten oosten van de bergketen. Dit draagt bij aan de grote biodiversiteit van het totale eiland. Conservation International classificeerde het eiland daarom als een 'hotspot voor biodiversiteit'. Dankzij deze bijzondere ecologie wordt Madagaskar door sommige biogeografen het 'achtste continent' genoemd.

### Ecoregio's
Een ecoregio is de op een of twee na kleinste ecologische eenheid na de ecozone. Het World Wide Fund for Nature heeft Madagaskar onderverdeeld in zeven terrestrische ecoregio's (ecoregio's op het vasteland), die onderling sterk kunnen verschillen.
| Ecoregio | Code   | Locatie | Afbeelding |
| --- | ------ | ------- | ---------- |
| Laaglandbossen van Madagaskar. Dankzij de gunstige ligging ten oosten van de bergrug die langs de gehele oostkust van Madagaskar loopt hebben de laaglanden het hoogste percentage van biodiversiteit. Duizenden plantensoorten zijn endemisch in deze ecoregio, 82% is endemisch voor deze regio. | AT0117 |         |            |
| Subtropische bossen van Madagaskar. Deze subtropische wouden liggen voornamelijk in Centraal-Madagaskar en heeft een groot aantal endemische soorten in de overgebleven bossen en moerassen. Deze bossen en moerassen zijn echter klein en worden omringd door graslanden en landbouwgronden. Deze ecoregio heeft het hoogste percentage bedreigde planten- en diersoorten, sommigen zijn hier reeds uitgestorven. | AT0118 |         |            |
| Droge loofbossen van Madagaskar. Deze tropische droge wouden liggen voornamelijk in het westen van Madagaskar en deze hebben het hoogste gehalte aan biodiversiteit en endemisme van alle tropische droge wouden ter wereld. In deze ecoregio bevinden zich ook Madagaskars beroemde kalksteenformaties, bekend als de Tsingy (Malagassisch voor een formatie van geërodeerde kalksteen).                          | AT0202 |         |            |
| Heideachtig struikgewas van Madagaskar. Deze ecoregio bestaat uit een aantal kleine gebieden gelegen op de bovenste hellingen van vier bergmassieven. Deze gebieden worden pas sinds kort door biologen onderzocht, daarom is slechts weinig over deze ecoregio bekend. Wel is ontdekt dat ook deze ecoregio een aantal endemische plant- en diersoorten herbergt.                                                 | AT1011 |         |            |
| Doornstruweel van Madagaskar. Deze extreem droge ecoregio in het uiterste zuiden is uniek in de wereld, 95% van alle planten hier zijn endemisch voor deze regio. De voornaamste begroeiing in dit gebied zijn planten van de familie Didiereaceae. Het gebied huisvest ook een groot aantal dieren die endemisch zijn voor de regio.                                                                              | AT1311 |         |            |
| Succulente boslanden van Madagaskar. Deze ecoregio met een tropisch droog klimaat ligt in het zuidwesten en bestaat uit een mozaïek van succulente begroeiing afgewisseld met droge wouden. De regio huisvest dieren die endemisch zijn voor deze regio en zich zodanig hebben aangepast aan de omgeving dat ze nergens anders kunnen overleven.                                                                   | AT1312 |         |            |
| Mangrovebossen van Madagaskar. Deze mangroven liggen verspreid over de westkust van het eiland. Gelegen tussen Straat Mozambique en de centrale bergmassieven van Madagaskar zijn deze bossen beschermd tegen de moessonwinden, wat voor een voor Madagaskar uniek klimaat zorgt. Alhoewel deze ecoregio weinig verschillende plantensoorten kent, vindt men hier veel soorten die endemisch voor de regio zijn.   | AT1404 |         |            |

### Soorten vegetatie
Het eiland kent een groot aantal plantenfamilies die zeldzaam zijn buiten Madagaskar en vijf endemische plantenfamilies, namelijk de Asteropeiaceae, de Barbeuiaceae, de Physenaceae, de Sarcolaenaceae en de Sphaerosepalaceae. Bijna endemisch is de familie Didiereaceae, buiten enkele gebieden op het vasteland van Afrika komt deze vrijwel uitsluitend voor in het doornstruweel in het zuidwesten. De droge loofbossen van Madagaskar in het westen worden voornamelijk gekenmerkt door lianen, tamarindes en Madagaskars beroemde baobabs. Madagaskar huisvest zes van de acht verschillende baobabsoorten, de overige twee worden aangetroffen in het vasteland van Afrika en in Australië.

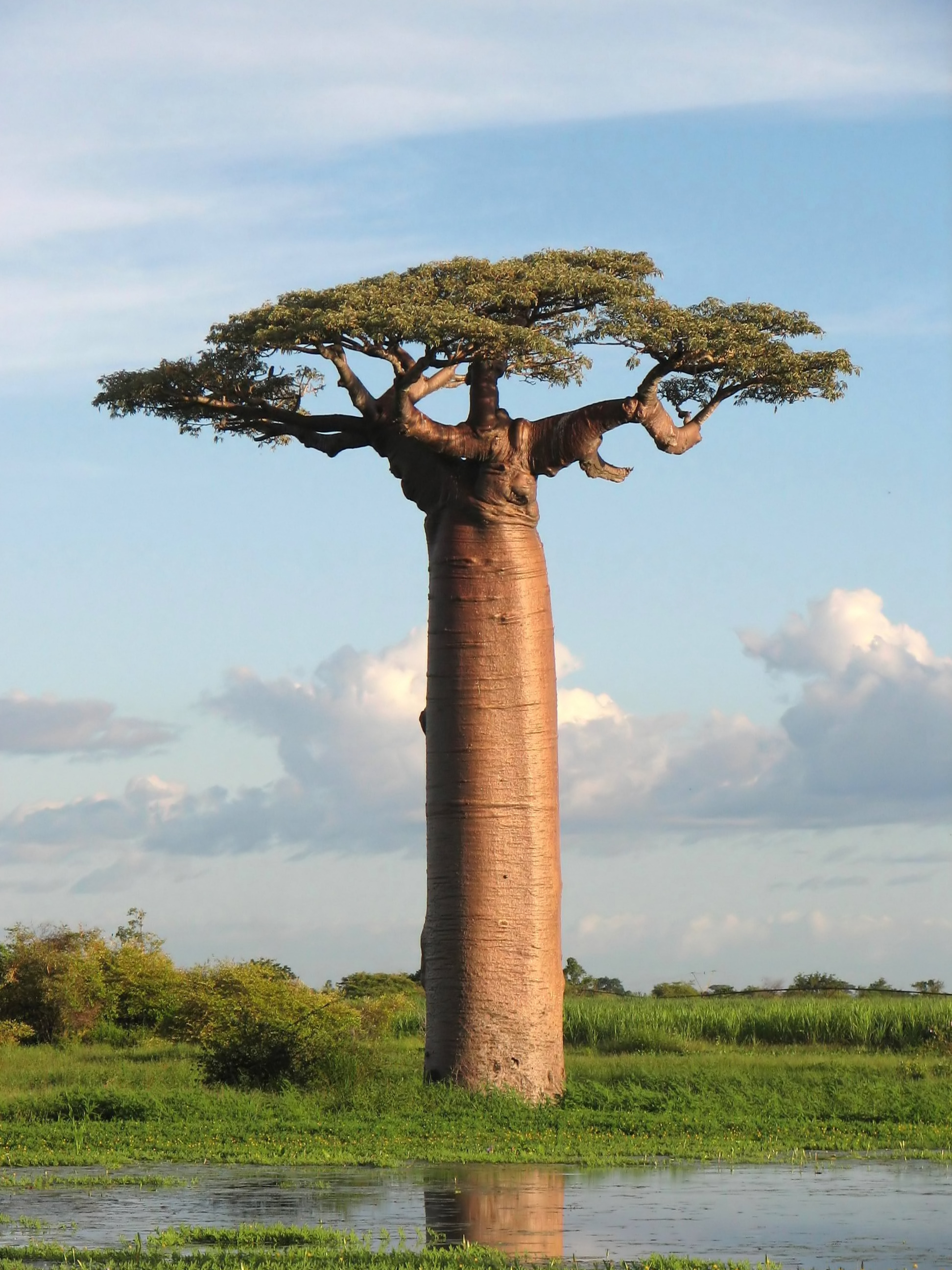
Baobab van Grandidier (Adansonia grandidieri)
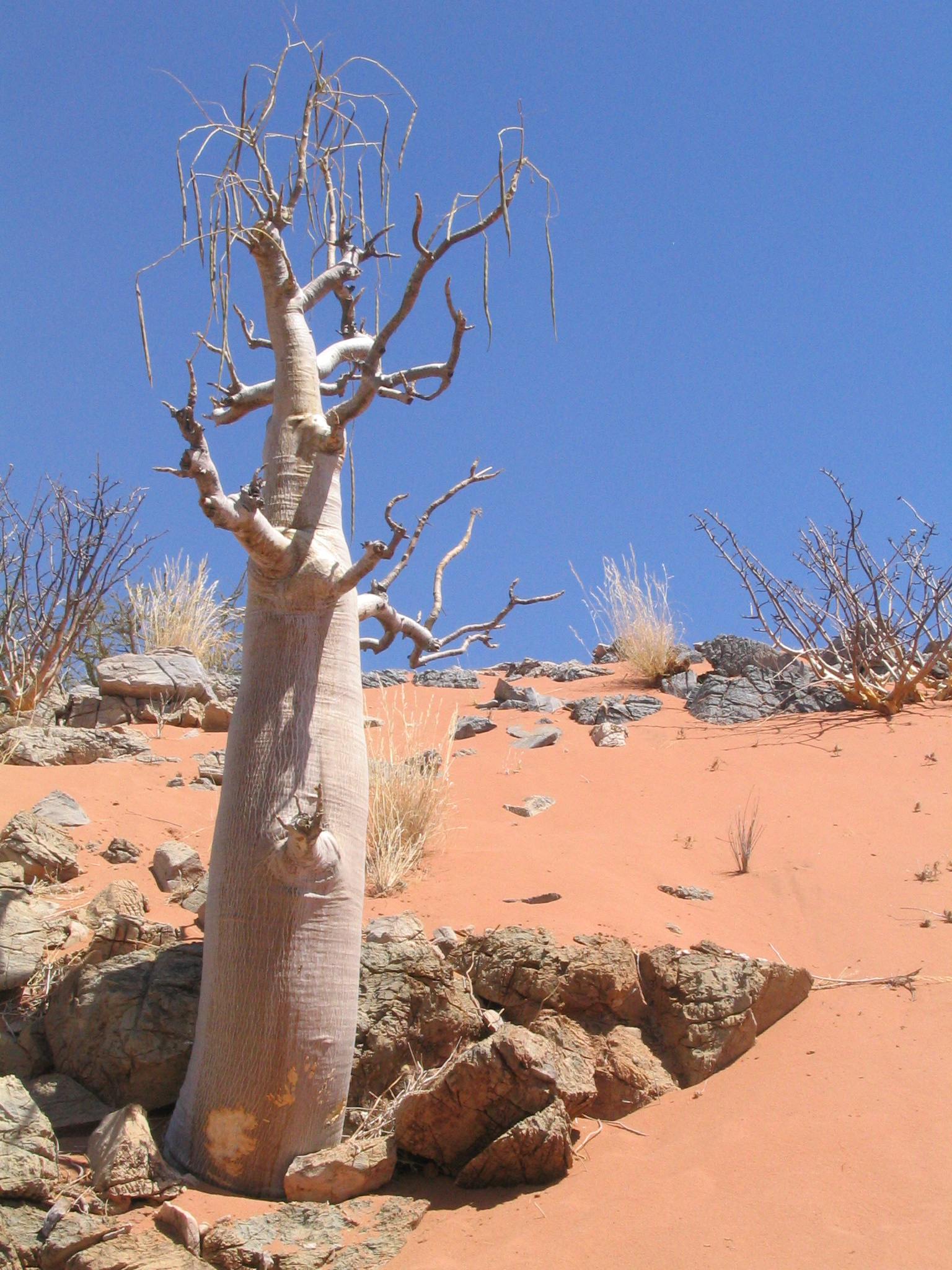
Moringa
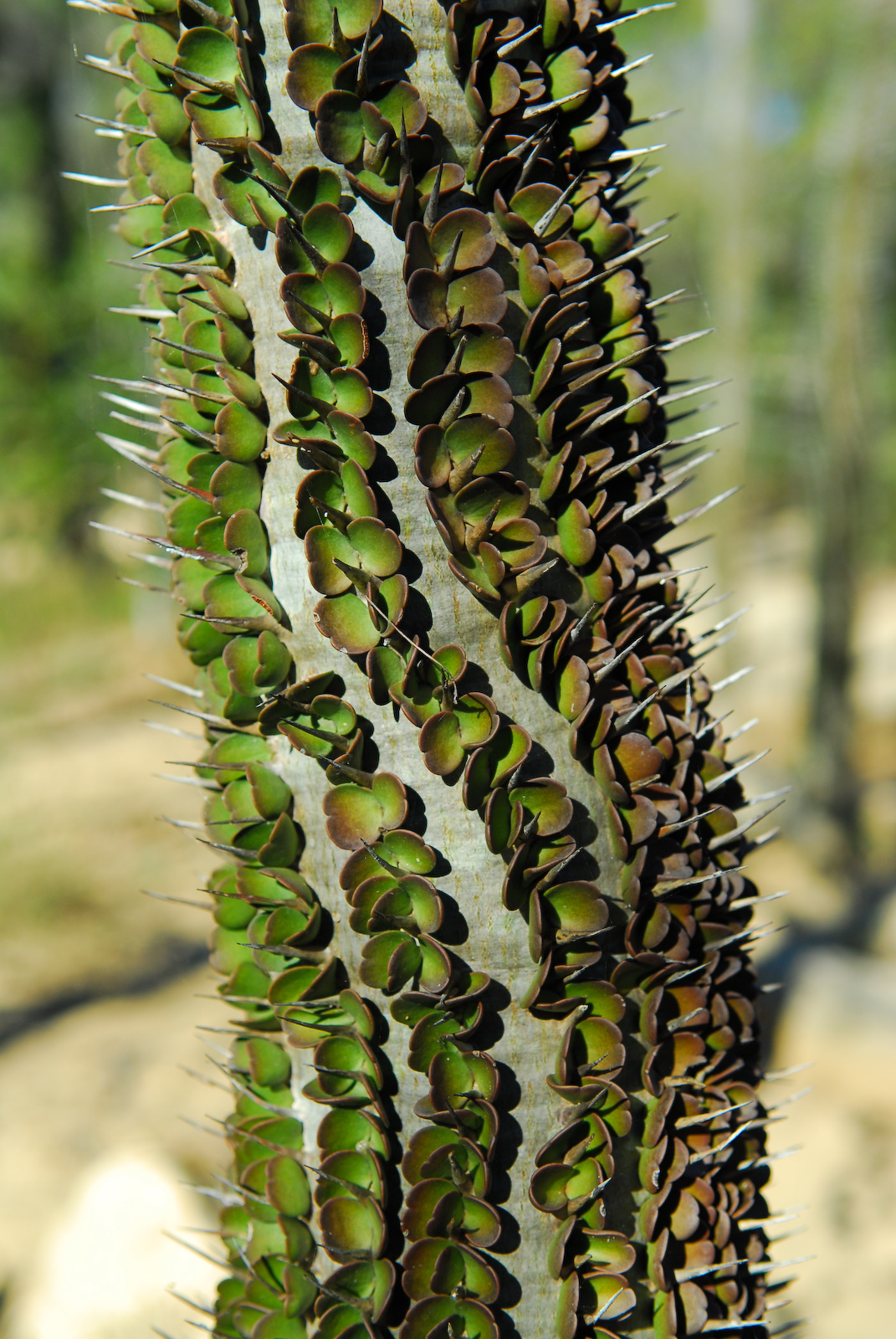
Alluaudia procera van de familie Didiereaceae
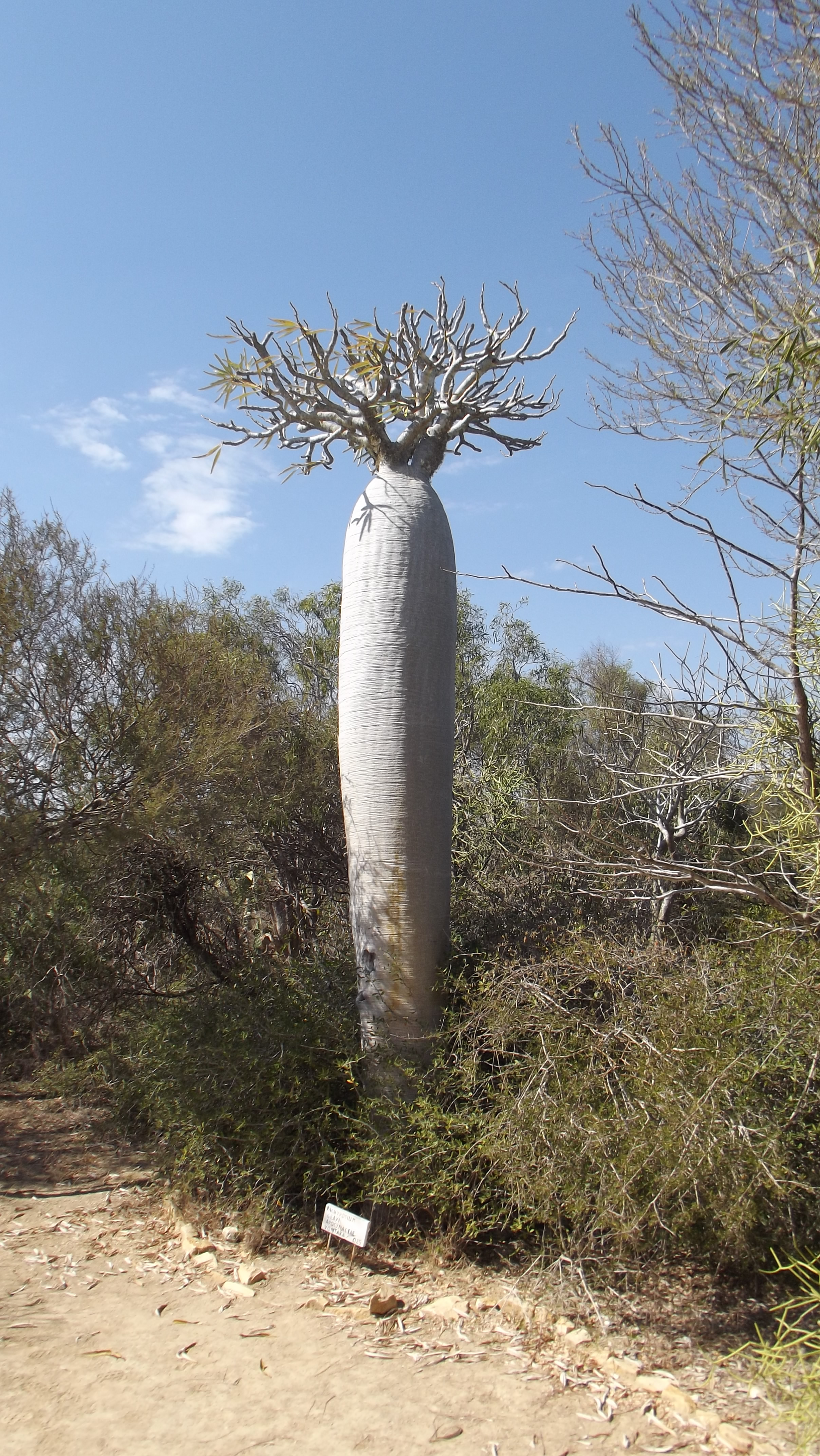
Pachypodium geayi
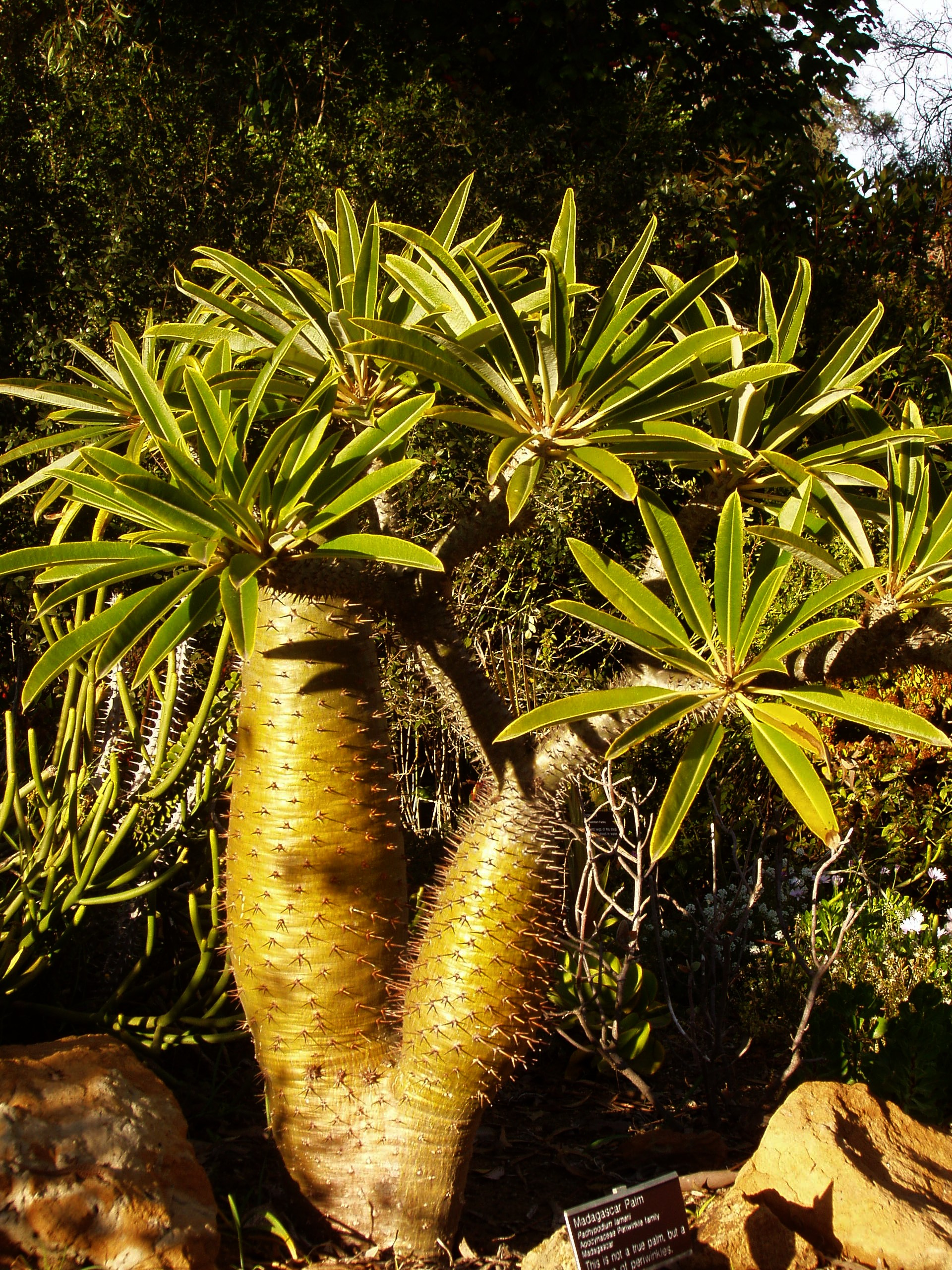
Pachypodium lamerei
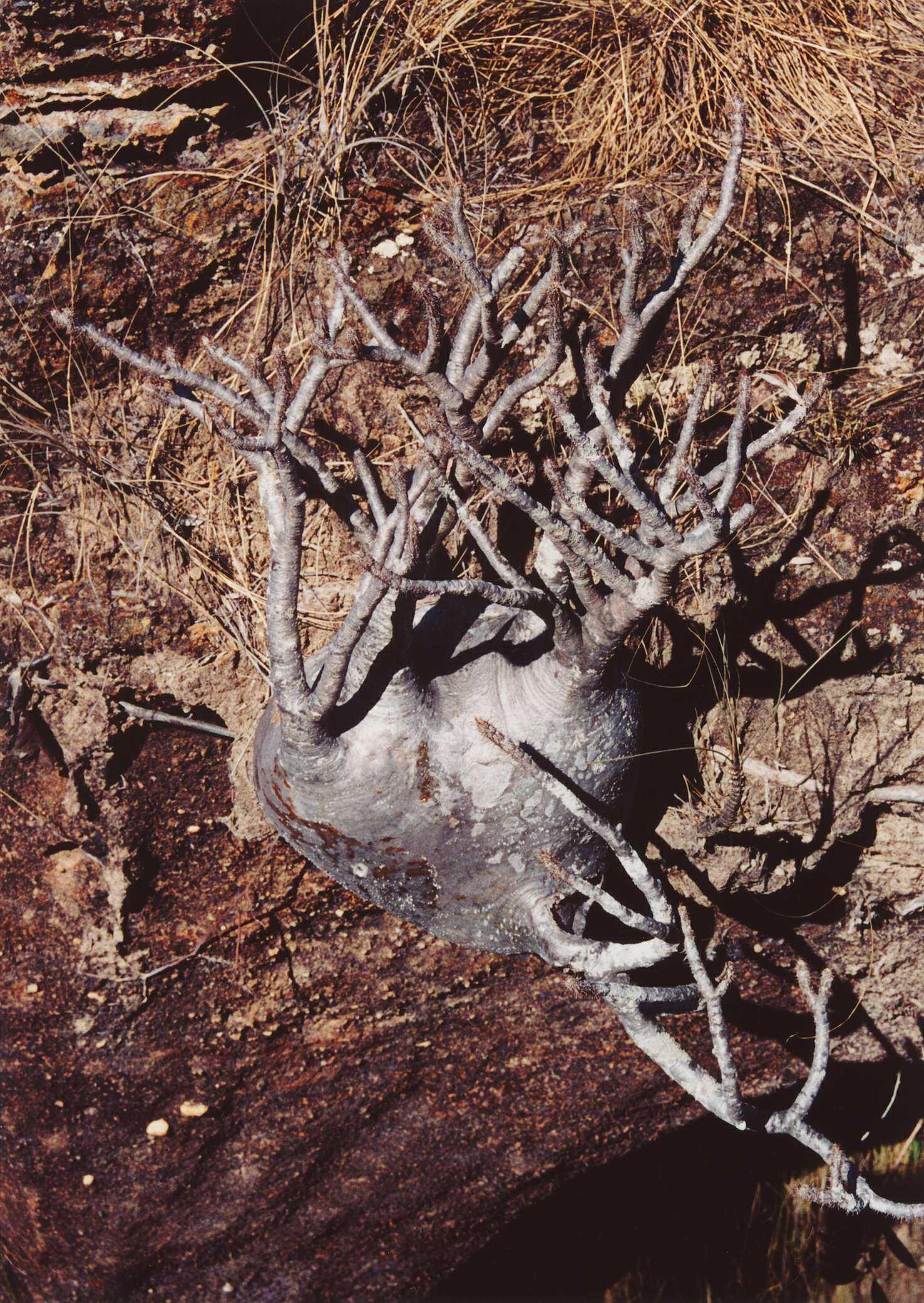
Pachypodium horombense (ook wel 'olifantsvoet' genoemd)
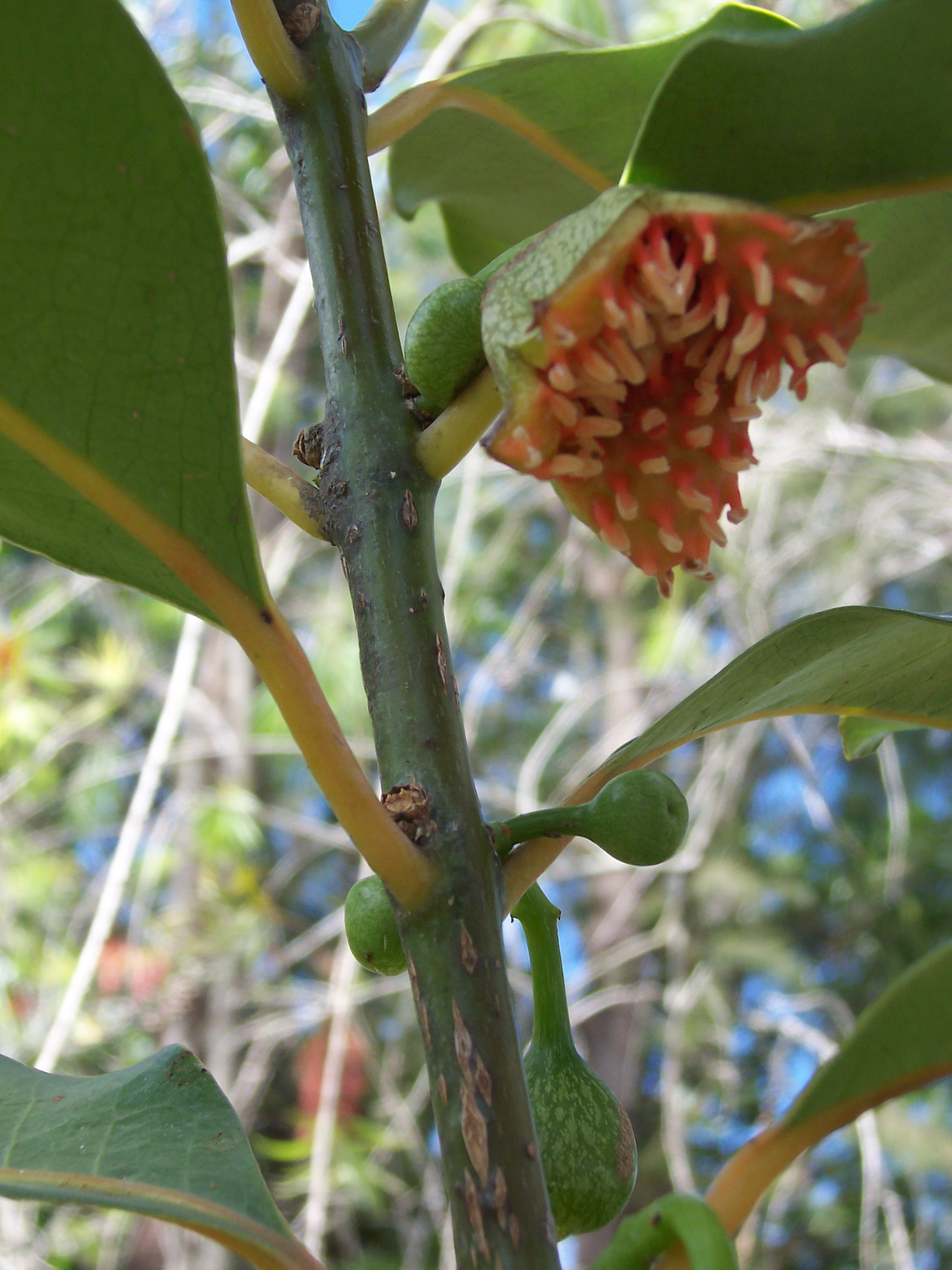
Tambourissa
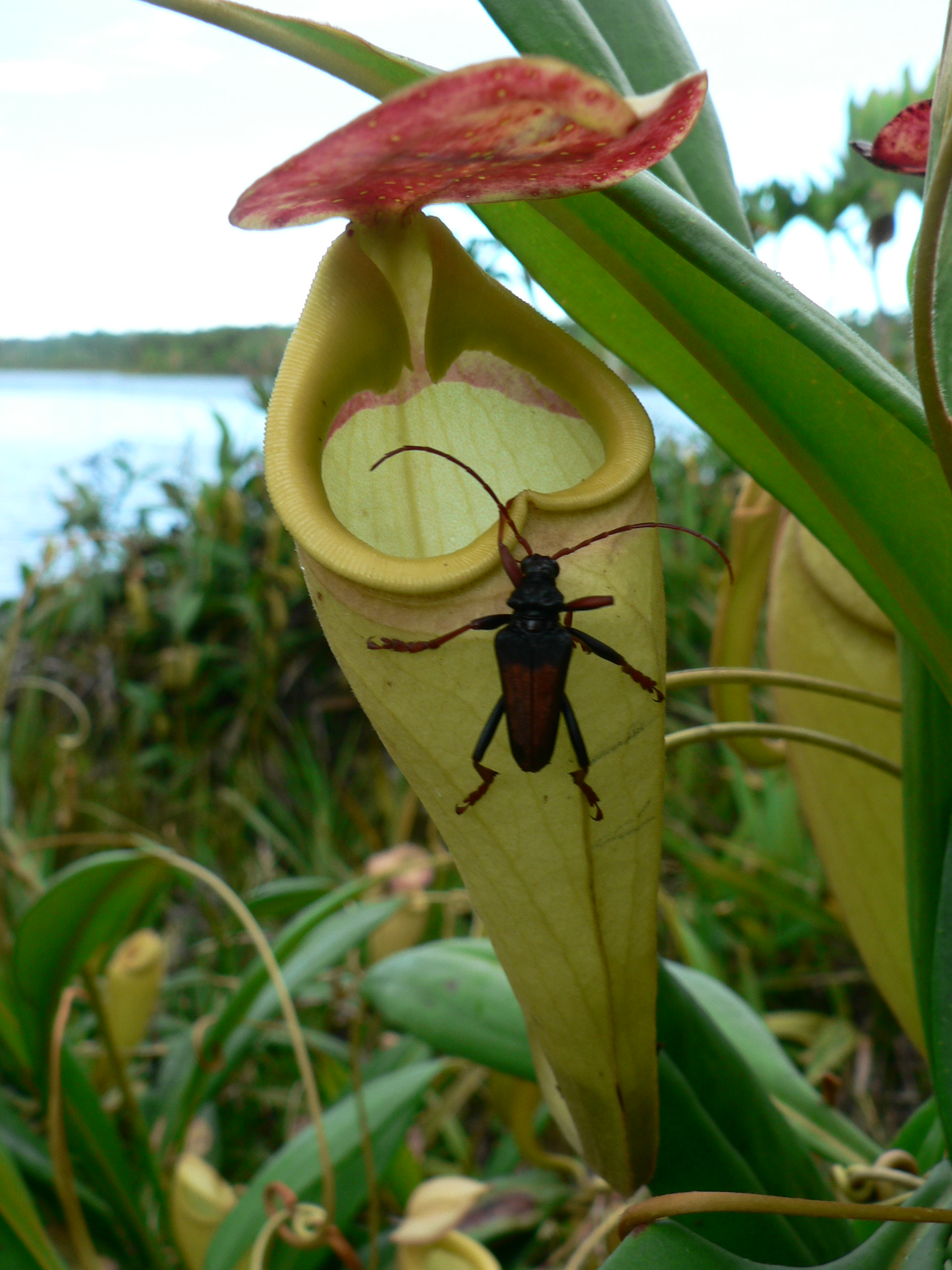
Nepenthes madagascariensis

Dit zijn de tien plantenfamilies met de meeste endemische soorten op Madagaskar:
| Naam                             | soorten op Madagaskar | Endemische soorten |
| -------------------------------- | --------------------- | ------------------ |
| Orchideeën (Orchidaceae)         | 862                   | 737                |
| Sterbladigenfamilie (Rubiaceae)  | 660                   | 608                |
| Acanthaceae                      | 512                   | 476                |
| Wolfsmelkfamilie (Euphorbiaceae) | 504                   | 473                |
| Vlinderbloemenfamilie (Fabaceae) | 592                   | 449                |
| Composietenfamilie (Asteraceae)  | 540                   | 441                |
| Kaasjeskruidfamilie (Malvaceae)  | 446                   | 402                |
| Maagdenpalmfamilie (Apocynaceae) | 371                   | 339                |
| Grassenfamilie (Poaceae)         | 536                   | 271                |
| Lipbloemenfamilie (Lamiaceae)    | 240                   | 219                |

Verder kent het eiland 170 palmsoorten, drie keer zoveel als het vasteland van Afrika heeft. 165 van deze soorten zijn endemisch. 80% van het totaal aantal soorten van het geslacht Pachypodium is endemisch op Madagaskar. De reizigersboom (Malagassisch: ravinala) is endemisch in de oostelijke regenwouden en stond model voor zowel de achtergrond van het zegel van Madagaskar als voor het logo van Air Madagascar. Van de endemische Catharanthus wordt vinblastine en vincristine onttrokken, medicijnen die gebruikt kunnen worden om de ziekte van Hodgkin, leukemie en andere kankersoorten te behandelen.

## Bedreiging
De ontbossing van Madagaskar is al decennialang een groot milieuprobleem. Door de ontbossing en de daaruit vloeiende verwoestijning heeft Madagaskar ruim 90% van zijn oorspronkelijke bossen verloren. 70% van de oorspronkelijke bossen verdwenen tussen 1895 en 1925 onder Franse heerschappij. Wat in 1953 aan bossen resteerde, is in de zestig jaar daarop weer gehalveerd. Door deze grootschalige ontbossing kan Madagaskar niet genoeg drinkwater en voedsel produceren voor zijn bevolking, wat weer bijdraagt aan de armoede van het eiland.
De minst bedreigde ecoregio is het doornstruweel van Madagaskar, dankzij de lage bevolkingsdichtheid is veel begroeiing intact gebleven. In de droge loofbossen van Madagaskar zijn om dezelfde reden meer wouden intact dan bijvoorbeeld de wouden in de centrale hooglanden.
Veel van Madagaskars bossen zijn verdwenen door indirecte oorzaken, zoals de opwarming van de Aarde. Er zijn ook veel directe oorzaken, zoals overmatige begrazing, brandlandbouw, houtkap en introductie van exotische plantensoorten die inheemse soorten verdringen.

### Brandlandbouw

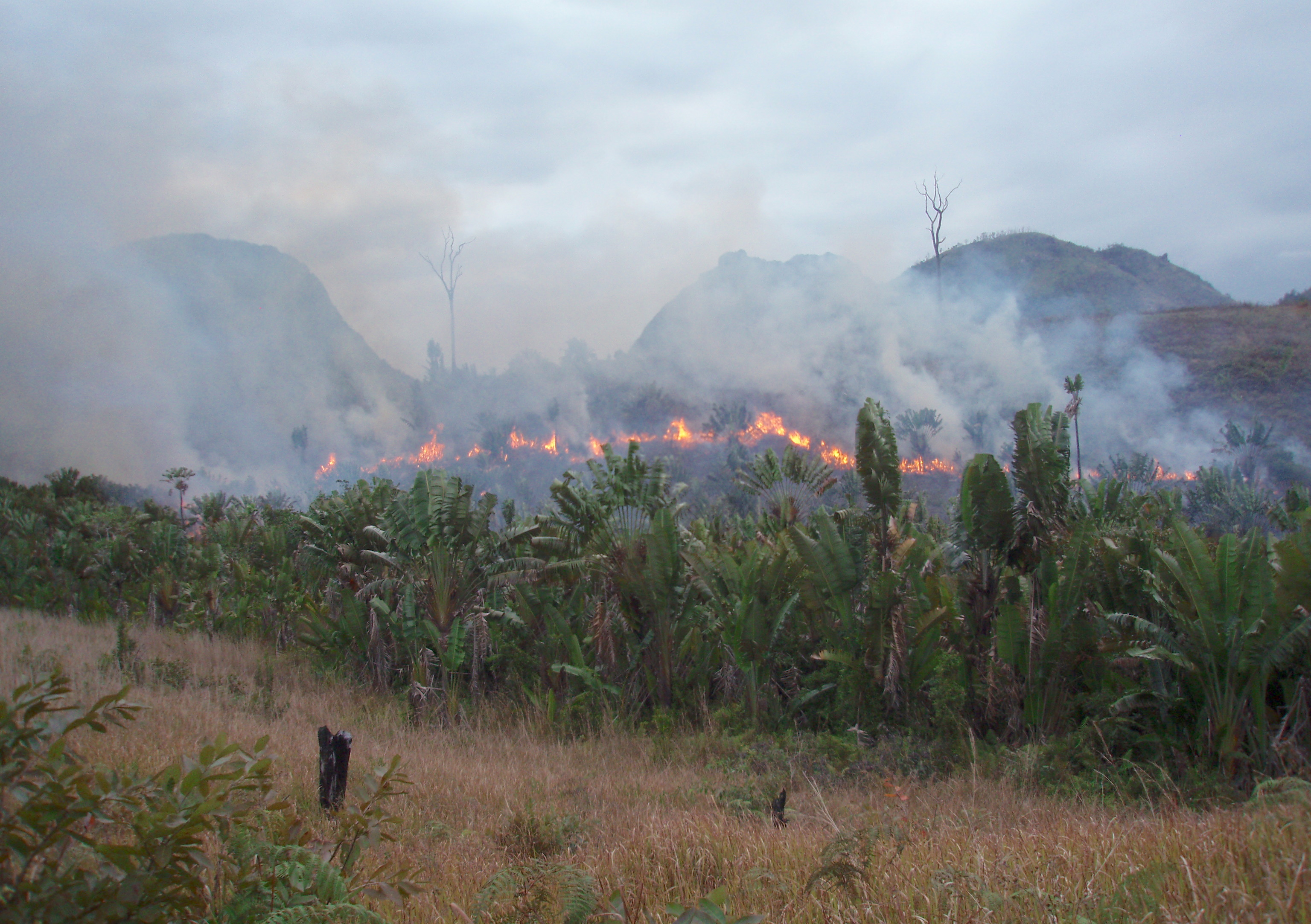
Illegale brandlandbouw in Sava

Al vanaf hun eerste immigratie maakten de inwoners van Madagaskar vruchtbare landbouwgrond voor hun rijstvelden en koffieplantages door bossen af te branden (in het Malagassisch tavy genoemd), een methode die hun voorouders mee hebben genomen vanuit Borneo. Ook worden bossen afgebrand om houtskool te produceren of ruimte te maken voor weidevelden voor de zeboes van inheemse veehouders. Tot aan de kolonisatie van Madagaskar door Frankrijk is de brandlandbouw de voornaamste oorzaak van de ontbossing van Madagaskars wouden.
Toen Madagaskar een Franse kolonie werd, startte de Franse regering met het verbeteren van de infrastructuur en bouwde mijnen, fabrieken en koffieplantages in Madagaskar. Toen de economie van Madagaskar achteruitging, probeerden veel werkloze Malagassiërs wat bij te verdienen door in steenkoolmijnen te werken. Om nieuwe mijnen te graven werd ook brandlandbouw toegepast.
Bij herhaaldelijk verbranding van de bodem raakt het uitgeput of geërodeerd, zodat herstel vrijwel onmogelijk wordt.

### Illegale houtkap

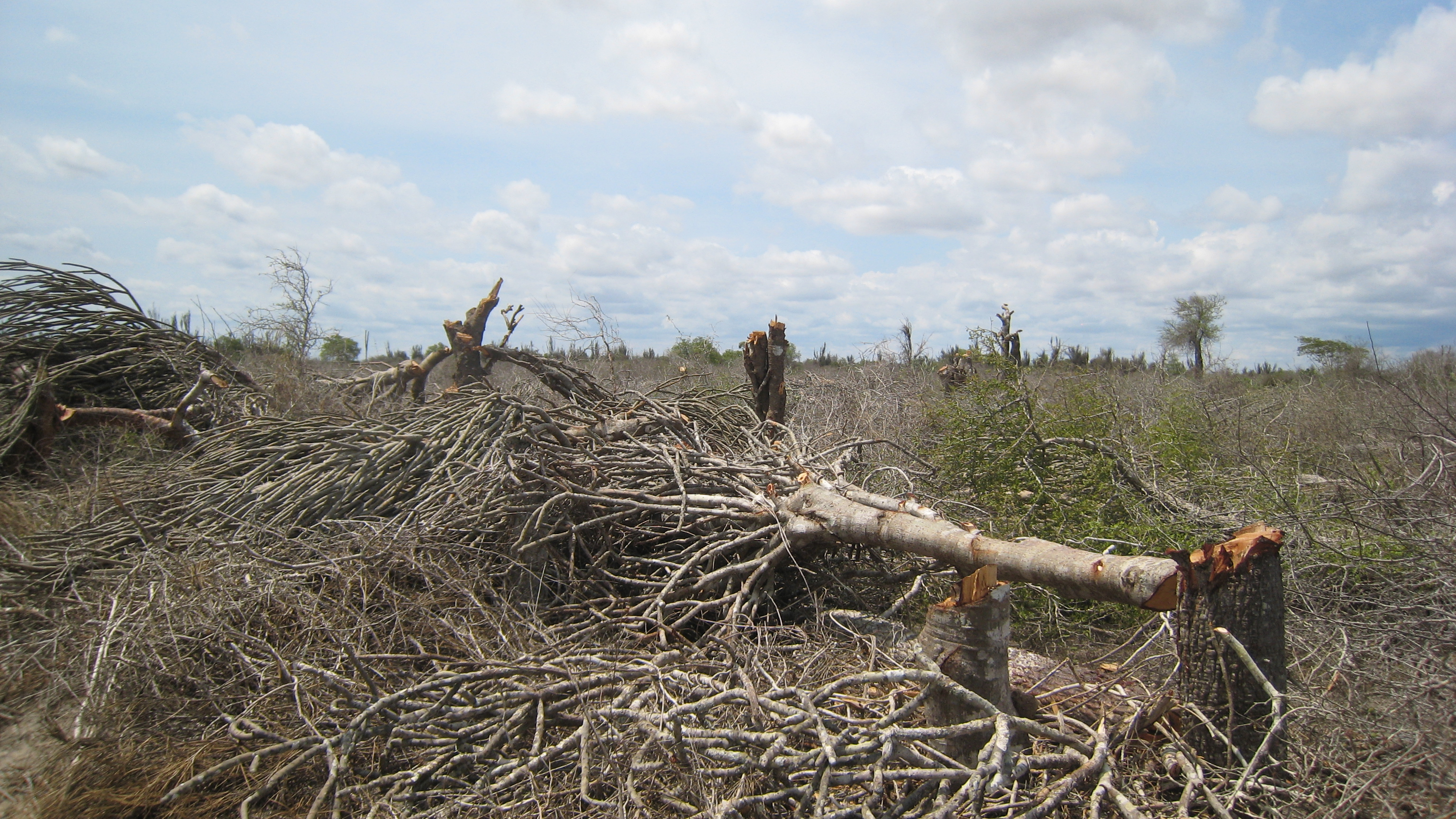
Houtkap in Beloha

De handel van illegale gekapt hout is al tientallen jaren een voorname oorzaak van de ontbossing. Er is een grote vraag naar duur, fijnkorrelig hout als ebbenhout en palissander. Houthakkers kappen zeldzame bomen van het geslacht Dalbergia en exporteerden het verkregen palissanderhout naar China als grondstof voor meubels en muziekinstrumenten. Deze en andere endemische plantensoorten zijn nu ernstig bedreigd of reeds uitgestorven.

## Bescherming
In 1990 werd Madagascar National Parks door de Malagassische regering opgericht. Onder leiding van ex-president Marc Ravalomanana werd in 2003 de Durban Vision opgericht, dat ten doel heeft om de oppervlakte van de beschermde natuurreservaten en wildparken te verdrievoudigen naar 60.000 km², oftewel 10% van het totale landoppervlakte van Madagaskar.
In 2007 vormden zes nationale parken samen een werelderfgoed onder de naam Regenwouden van de Atsinanana, namelijk Andohahela, Andringitra, Marojejy, Masoala, Ranomafana en Zahamena. In totaal kent Madagaskar 20 nationale parken, 3 natuurreservaten en 21 wildreservaten, allemaal beheerd door Madagascar National Parks.
De laatste decennia gebruiken steeds meer Malagassiërs milieuvriendelijke landbouwmethodes, die ze onder meer onderwezen krijgen van vertegenwoordigers van de Madagascar Fauna Group, een initiatief van de regering van Madagaskar en het Duke Lemur Center in de Verenigde Staten (zie ook Zoölogisch park van Ivoloina).
Zo heeft de mijnbouworganisatie Rio Tinto Group twee boomkwekerijen opgericht in de omgeving van Tôlanaro, genaamd de 'Rio Tinto QMM's nurseries'. De boomkwekerijen zorgden voor de aanplant voor een groot aantal endemische bomen. Toch wegen dit soort initiatieven vaak niet op tegen de milieuvervuiling en ontbossing die dit soort bedrijven veroorzaken.